# En acústico
En acústico es el primer álbum en vivo del cantautor español Pablo Alborán. Tras su álbum debut titulado Pablo Alborán, lanzó el directo el 15 de noviembre de 2011 incluyendo versiones acústicas de la mayoría de las canciones de su álbum debut, así como dos nuevas canciones y cuatro bonus tracks. 
La canción Perdóname, compuesta por John William Hartfiel y grabada con la cantante portuguesa Carminho,  fue lanzado como el primer sencillo del álbum, alcanzando el número uno en la lista de sencillos española el 13 de noviembre de 2011. El álbum Acústico debutó en el número uno en los álbumes más vendidos una semana después, el 20 de noviembre de 2011, así como en la lista de álbumes portugués en enero de 2012.

## Lista de canciones

### CD
| N.º | Título                                                 | Duración |  |
| 1.  | «Desencuentro (En Directo)»                            | 4:57     |  |
| 2.  | «Solamente Tú (En Directo)»                            | 4:05     |  |
| 3.  | «Miedo (En Directo)»                                   | 4:24     |  |
| 4.  | «Caramelo (En Directo)»                                | 4:28     |  |
| 5.  | «Vuelve Conmigo (En Directo)»                          | 3:57     |  |
| 6.  | «Me Colé Por La Puerta De Atrás (En Directo)»          | 3:41     |  |
| 7.  | «Volver A Empezar (En Directo)»                        | 4:00     |  |
| 8.  | «Loco De Atar (En Directo)»                            | 3:46     |  |
| 9.  | «Ladrona De Mi Piel (En Directo)»                      | 3:04     |  |
| 10. | «No Te Olvidaré (En Directo)»                          | 3:50     |  |
| 11. | «Perdóname (En Directo)»                               | 3:50     |  |
| 12. | «Te He Echado De Menos (En Directo)»                   | 4:26     |  |
| 13. | «Cuando Te Alejas (En Directo)»                        | 4:41     |  |
| 14. | «Solamente Tú» (con Diana Navarro) (En Directo)        | 5:58     |  |
| 15. | «Perdóname» (con Carminho) [En Portugués] (En Directo) | 5:53     |  |
| 16. | «Perdóname» (con Carminho)                             | 4:14     |  |
| 17. | «No Te Olvidaré»                                       |          |  |

### DVD
| N.º | Título                                     | Duración |  |
| 1.  | «Desencuentro»                             | 4:57     |  |
| 2.  | «Solamente Tú»                             | 4:05     |  |
| 3.  | «Miedo»                                    | 4:24     |  |
| 4.  | «Caramelo»                                 | 4:28     |  |
| 5.  | «Vuelve Conmigo»                           | 3:57     |  |
| 6.  | «Me Colé Por La Puerta De Atrás»           | 3:41     |  |
| 7.  | «Volver A Empezar»                         | 4:00     |  |
| 8.  | «Loco De Atar»                             | 3:46     |  |
| 9.  | «Ladrona De Mi Piel»                       | 3:04     |  |
| 10. | «No Te Olvidaré»                           | 3:50     |  |
| 11. | «Perdóname»                                |          |  |
| 12. | «Te He Echado De Menos»                    | 4:26     |  |
| 13. | «Cuando Te Alejas»                         | 4:41     |  |
| 14. | «Solamente Tú» (con Diana Navarro)         | 5:58     |  |
| 15. | «Perdóname [En Portugués]» (con Carminho)  | 5:53     |  |
| 16. | «Cómo se hizo "Pablo Alborán en acústico"» |          |  |
| 17. | «Habitación 155»                           |          |  |

## Certificaciones
| Título      | Datos del álbum                                                                         | Mejores posiciones en listas | Mejores posiciones en listas | Certificaciones       |
| Título      | Datos del álbum                                                                         | ESP                          | POR                          | Certificaciones       |
| ----------- | --------------------------------------------------------------------------------------- | ---------------------------- | ---------------------------- | --------------------- |
| En Acústico | - Primer álbum en vivo - Lanzamiento: 15 de noviembre de 2011 - Discográfica: EMI Music | 1                            | 1                            | - ESP: Oro - POR: Oro |